# Azepan
Azepan je heterocyklická sloučenina skládající se z nasyceného sedmičlenného cyklu tvořeného šesti atomy uhlíku a jedním atomem dusíku.
Podobně jako aminy reaguje s CO2 a lze jej použít pro zachytávání uhlíku.